# Lijst van olympische medaillewinnaars moderne vijfkamp
De moderne vijfkamp is een van de sporten die op de Olympische Spelen worden beoefend. Deze pagina geeft de lijst van olympische medaillewinnaars in deze sport, die bestaat uit de vijf onderdelen lopen, paardrijden, schermen, schieten en zwemmen.

## Mannen

### Individueel
| Editie | Goud | Goud                  | Zilver | Zilver                 | Brons | Brons                  |
| ------ | ---- | --------------------- | ------ | ---------------------- | ----- | ---------------------- |
| 1912   | SWE  | Gösta Lilliehöök      | SWE    | Gösta Åsbrink          | SWE   | Georg de Laval         |
| 1920   | SWE  | Gustaf Dyrssen        | SWE    | Erik de Laval          | SWE   | Gösta Runö             |
| 1924   | SWE  | Bo Lindman            | SWE    | Gustaf Dyrssen         | SWE   | Bertil Uggla           |
| 1928   | SWE  | Sven Thofelt          | SWE    | Bo Lindman             | GER   | Helmuth Kahl           |
| 1932   | SWE  | Johan Oxenstierna     | SWE    | Bo Lindman             | USA   | Richard Mayo           |
| 1936   | GER  | Gotthard Handrick     | USA    | Charles Leonard        | ITA   | Silvano Abba           |
| 1948   | SWE  | William Grut          | USA    | George Moore           | SWE   | Gösta Gärdin           |
| 1952   | SWE  | Lars Hall             | HUN    | Gábor Benedek          | HUN   | István Szondy          |
| 1956   | SWE  | Lars Hall             | FIN    | Olavi Mannonen         | FIN   | Väinö Korhonen         |
| 1960   | HUN  | Ferenc Németh         | HUN    | Imre Nagy              | USA   | Robert Beck            |
| 1964   | HUN  | Ferenc Török          | URS    | Igor Novikov           | URS   | Albert Mokejev         |
| 1968   | SWE  | Björn Ferm            | HUN    | András Balczó          | URS   | Pavel Lednjev          |
| 1972   | HUN  | András Balczó         | URS    | Boris Onisjtsjenko     | URS   | Pavel Lednjev          |
| 1976   | POL  | Janusz Pyciak-Peciak  | URS    | Pavel Lednjev          | TCH   | Jan Bártů              |
| 1980   | URS  | Anatoli Starostin     | HUN    | Tamás Szombathelyi     | URS   | Pavel Lednjev          |
| 1984   | ITA  | Daniele Masala        | SWE    | Svante Rasmuson        | ITA   | Carlo Massullo         |
| 1988   | HUN  | János Martinek        | ITA    | Carlo Massullo         | URS   | Vachtang Jagorasjvili  |
| 1992   | POL  | Arkadiusz Skrzypaszek | HUN    | Attila Mizsér          | EUN   | Eduard Zenovka         |
| 1996   | KAZ  | Aleksandr Parygin     | RUS    | Eduard Zenovka         | HUN   | János Martinek         |
| 2000   | RUS  | Dmitri Svatkovski     | HUN    | Gabor Balogh           | BLR   | Pavel Dovgal           |
| 2004   | RUS  | Andrej Moisejev       | LTU    | Andrejus Zadneprovskis | CZE   | Libor Capalini         |
| 2008   | RUS  | Andrej Moisejev       | LTU    | Edvinas Krungolcas     | LTU   | Andrejus Zadneprovskis |
| 2012   | CZE  | David Svoboda         | CHN    | Cao Zhongrong          | HUN   | Ádám Marosi            |
| 2016   | RUS  | Aleksandr Lesoen      | UKR    | Pavlo Timosjtsjenko    | MEX   | Ismael Hernandez       |
| 2020   | GBR  | Joe Choong            | EGY    | Ahmed El-Gendy         | KOR   | Jun Woong-tae          |
| 2024   | EGY  | Ahmed El-Gendy        | JPN    | Taishu Sato            | ITA   | Giorgio Malan          |

| Land | Goud | Zilver | Brons |
| ---- | ---- | ------ | ----- |
| SWE  | 9    | 6      | 4     |
| HUN  | 4    | 6      | 3     |
| RUS  | 4    | 1      | 0     |
| POL  | 2    | 0      | 0     |
| URS  | 1    | 3      | 5     |
| ITA  | 1    | 1      | 3     |
| EGY  | 1    | 1      | 0     |
| CZE  | 1    | 0      | 1     |
| GER  | 1    | 0      | 1     |
| KOR  | 1    | 0      | 1     |
| GBR  | 1    | 0      | 0     |
| USA  | 0    | 2      | 2     |
| LTU  | 0    | 2      | 1     |
| FIN  | 0    | 1      | 1     |
| CHN  | 0    | 1      | 0     |
| JPN  | 0    | 1      | 0     |
| UKR  | 0    | 1      | 0     |
| BLR  | 0    | 0      | 1     |
| EUN  | 0    | 0      | 1     |
| MEX  | 0    | 0      | 1     |
| TCH  | 0    | 0      | 1     |

Meervoudige medaillewinnaars
| Succesvolste | Meervoudige                                                                                  |
| --- | -------------------------------------------------------------------------------------------- |
| 2-0-0 Lars Hall 2-0-0 Andrej Moisejev 1-2-0 Bo Lindman 1-1-0 Ahmed El-Gendy 1-1-0 András Balczó 1-1-0 Gustaf Dyrssen 1-0-1 János Martinek | 0-1-3 Pavel Lednjev 0-1-1 Carlo Massullo 0-1-1 Andrejus Zadneprovskis 0-1-1 / Eduard Zenovka |

## Vrouwen

### Individueel
| Editie | Goud | Goud               | Zilver | Zilver             | Brons | Brons                  |
| ------ | ---- | ------------------ | ------ | ------------------ | ----- | ---------------------- |
| 2000   | GBR  | Stephanie Cook     | USA    | Emily de Riel      | GBR   | Kate Allenby           |
| 2004   | HUN  | Zsuzsanna Vörös    | LAT    | Jeļena Rubļevska   | GBR   | Georgina Harland       |
| 2008   | GER  | Lena Schöneborn    | GBR    | Heather Fell       | BLR   | Anastasia Samoesevitsj |
| 2012   | LTU  | Laura Asadauskaitė | GBR    | Samantha Murray    | BRA   | Yane Marques           |
| 2016   | AUS  | Chloe Esposito     | FRA    | Élodie Clouvel     | POL   | Oktawia Nowacka        |
| 2020   | GBR  | Kate French        | LTU    | Laura Asadauskaitė | HUN   | Sarolta Kovács         |
| 2024   | HUN  | Michelle Gulyás    | FRA    | Élodie Clouvel     | KOR   | Seong Seung-min        |

| Land | Goud | Zilver | Brons |
| ---- | ---- | ------ | ----- |
| GBR  | 2    | 2      | 2     |
| HUN  | 2    | 0      | 1     |
| LTU  | 1    | 1      | 0     |
| AUS  | 1    | 0      | 0     |
| GER  | 1    | 0      | 0     |
| FRA  | 0    | 2      | 0     |
| LAT  | 0    | 1      | 0     |
| USA  | 0    | 1      | 0     |
| BRA  | 0    | 0      | 1     |
| KOR  | 0    | 0      | 1     |
| POL  | 0    | 0      | 1     |
| BLR  | 0    | 0      | 1     |

Meervoudige medaillewinnaars
| Succesvolste             | Meervoudige          |
| ------------------------ | -------------------- |
| 1-1-0 Laura Asadauskaitė | 0-2-0 Élodie Clouvel |

## Afgevoerd onderdeel

### Mannen team
| Editie | Goud | Goud                                                    | Zilver | Zilver                                             | Brons | Brons                                               |
| ------ | ---- | ------------------------------------------------------- | ------ | -------------------------------------------------- | ----- | --------------------------------------------------- |
| 1952   | HUN  | Gábor Benedek Aladár Kovácsi István Szondy              | SWE    | Claes Egnell Lars Hall Torsten Lindqvist           | FIN   | Olavi Mannonen Olavi Rokka Lauri Vilkko             |
| 1956   | URS  | Ivan Derjoegin Igor Novikov Aleksandr Tarassov          | USA    | William Andre Jack Daniels George Lambert          | FIN   | Berndt Katter Väinö Korhonen Olavi Mannonen         |
| 1960   | HUN  | András Balczó Imre Nagy Ferenc Németh                   | URS    | Igor Novikov Hanno Selg Nikolaj Tatarinov          | USA   | Robert Beck Jack Daniels George Lambert             |
| 1964   | URS  | Viktor Minejev Albert Mokejev Igor Novikov              | USA    | David Kirkwood James Moore Paul Pesthy             | HUN   | Imre Nagy Ferenc Török Otto Török                   |
| 1968   | HUN  | András Balczó Isván Moná Ferenc Török                   | URS    | Pavel Lednjev Boris Onisjtsjenko Stasis Sjaparnis  | FRA   | Jean-Pierre Giudicelli Raoul Gueguen Lucien Guiguet |
| 1972   | URS  | Pavel Lednjev Boris Onisjtsjenko Vladimir Sjmelev       | HUN    | Pál Bakó András Balczó Zsigmond Villányi           | FIN   | Risto Hurme Martti Ketelä Veikko Salminen           |
| 1976   | GBR  | Jeremy Fox Robert Nightingale Adrian Parker             | TCH    | Jiří Adam Jan Bártů Bohumil Starnovský             | HUN   | Tamás Kancsal Tibor Maracskó Szvetiszláv Sasics     |
| 1980   | URS  | Pavel Lednjev Jevgeni Lipejev Anatoli Starostin         | HUN    | László Horváth Tibor Maracskó Tamás Szombathelyi   | SWE   | George Horvath Lennart Pettersson Svante Rasmuson   |
| 1984   | ITA  | Pierpaolo Cristofori Daniele Masala Carlo Massullo      | USA    | Dean Glenesk Robert Gregory Losey Michael Storm    | FRA   | Didier Boube Joël Bouzou Paul Four                  |
| 1988   | HUN  | László Fábián János Martinek Attila Mizsér              | ITA    | Daniele Masala Carlo Massullo Gianluca Tiberti     | GBR   | Graham Brookhouse Dominic Mahony Richard Phelps     |
| 1992   | POL  | Maciej Czyżowicz Dariusz Gożdziak Arkadiusz Skrzypaszek | EUN    | Anatoli Starostin Dmitri Svatkovski Eduard Zenovka | ITA   | Roberto Bomprezzi Carlo Massullo Gianluca Tiberti   |

| Land | Goud | Zilver | Brons |
| ---- | ---- | ------ | ----- |
| HUN  | 4    | 2      | 2     |
| URS  | 4    | 2      | 0     |
| ITA  | 1    | 1      | 1     |
| GBR  | 1    | 0      | 1     |
| POL  | 1    | 0      | 0     |
| USA  | 0    | 3      | 1     |
| SWE  | 0    | 1      | 1     |
| EUN  | 0    | 1      | 0     |
| TCH  | 0    | 1      | 0     |
| FIN  | 0    | 0      | 3     |
| FRA  | 0    | 0      | 1     |

Meervoudige medaillewinnaars
| Succesvolste | Meervoudige                                                                                              |
| --- | --- |
| 2-1-0 András Balczó 2-1-0 Pavel Lednjev 2-1-0 Igor Novikov 1-1-1 Carlo Massullo 1-1-0 Daniele Masala 1-1-0 Boris Onisjtsjenko 1-1-0 / Anatoli Starostin 1-0-1 Imre Nagy 1-0-1 Ferenc Török | 0-1-1 Jack Daniels 0-1-1 Tibor Maracskó 0-1-1 George Lambert 0-1-1 Gianluca Tiberti 0-0-2 Olavi Mannonen |

Stockholm 1912 · 
Antwerpen 1920 · 
Parijs 1924 · 
Amsterdam 1928 · 
Los Angeles 1932 · 
Berlijn 1936 · 
Londen 1948 · 
Helsinki 1952 · 
Melbourne 1956 · 
Rome 1960 · 
Tokio 1964 · 
Mexico-stad 1968 · 
München 1972 · 
Montréal 1976 · 
Moskou 1980 · 
Los Angeles 1984 · 
Seoel 1988 · 
Barcelona 1992 · 
Atlanta 1996 · 
Sydney 2000 · 
Athene 2004 · 
Peking 2008 · 
Londen 2012 · 
Rio de Janeiro 2016 · 
Tokio 2020 · 
Parijs 2024 · 
Los Angeles 2028
Medaillewinnaars